# Särnmanssjöarna (Särna socken, Dalarna, 683337-133785)
Särnmanssjöarna är en sjö i Älvdalens kommun i Dalarna och ingår i Dalälvens huvudavrinningsområde. Sjön har en area på 0,413 kvadratkilometer och ligger 953,3 meter över havet. Sjön avvattnas av vattendraget Stora Njupån. Vid provfiske har röding fångats i sjön.

## Delavrinningsområde
Särnmanssjöarna ingår i det delavrinningsområde (683269-133760) som SMHI kallar för Utloppet av Särnmanssjöarna. Medelhöjden är 958 meter över havet och ytan är 1,46 kvadratkilometer. Det finns inga avrinningsområden uppströms utan avrinningsområdet är högsta punkten. Stora Njupån som avvattnar avrinningsområdet har biflödesordning 4, vilket innebär att vattnet flödar genom totalt 4 vattendrag innan det når havet efter 537 kilometer. Avrinningsområdet består mestadels av kalfjäll (71 procent). Avrinningsområdet har 0,42 kvadratkilometer vattenytor vilket ger det en sjöprocent på 28,5 procent.